# Chapelle Notre-Dame du Salut de Fécamp
La chapelle Notre-Dame du Salut est une église catholique située à Fécamp, en France.

## Localisation
La chapelle est située dans le département français de la Seine-Maritime, sur le territoire de la commune de Fécamp.

## Historique

### Origines médiévales: fondation et lien monastique
La chapelle, perchée sur la Côte de la Vierge à Fécamp, aurait été fondée au XIe siècle. 
Deux traditions coexistent quant à son origine :
- Selon une version officieuse, elle aurait été édifiée sur l’ordre du comte Baldwin, l’un des compagnons de Rollon, dans les dépendances du fief qui lui avait été accordé par le duc de Normandie, situé dans le Burgus. Ce lieu-dit devint par la suite le Bourg Baudouin, donnant à la chapelle son premier nom : Notre-Dame de Baudouin du Bourg.
- Une autre tradition rapporte qu’en 1035, Robert le Magnifique, père de Guillaume le Conquérant, se trouvant en danger de naufrage, fit vœu de construire trois chapelles s’il était sauvé. C’est ainsi que furent édifiées : 
  - À Fécamp : Notre-Dame de Salut
  - À Honfleur : Notre-Dame de Grâce
  - À Caen : Notre-Dame de la Délivrance

Reconstruite au XIIIe siècle, elle ne porte pas encore le nom de Notre-Dame de Salut. Intégrée au prieuré de Bourg-Baudouin, elle dépend alors de la puissante abbaye de la Sainte-Trinité de Fécamp. À cette époque, elle accueille des pèlerins venus du nord de la France, attirés par le culte du Précieux Sang, précieuse relique conservée dans l'abbaye.

### Des troubles religieux à la Révolution
Pendant les guerres de Religion, le site est fortifié, suscitant l'inquiétude des habitants de Fécamp. Ceux-ci réclament et obtiennent en 1615 la démolition de cette forteresse, perçue comme une menace. Malgré la Révolution française, la chapelle échappe à la destruction grâce à un décret de l'Assemblée nationale du 6 août 1792, justifiant sa préservation par son utilité pour les navigateurs.

### Renaissance religieuse auXIXesiècle
Au XIXe siècle, Notre-Dame de Salut retrouve pleinement sa vocation spirituelle. Elle devient le lieu de pèlerinage privilégié des marins pêcheurs de Fécamp, notamment avant et après leurs longues campagnes de pêche à Terre-Neuve. Pour s'y rendre, ils empruntent la « sente aux matelots ». Chaque année, en mars, la Marchèque, fête populaire du Pays de Caux, célèbre l'Annonciation dans cette chapelle, mêlant ferveur religieuse et tradition locale.

### Dommages, restaurations et dévotion contemporaine
Le bâtiment a souffert du temps : la nef, déjà fragilisée au XVIIIe siècle, est endommagée définitivement par un ouragan en 1800, laissant la chapelle à ciel ouvert. En 1942, lors de la Seconde Guerre mondiale, les bombardements détruisent le clocher, mais celui-ci est reconstruit et orné d'une statue dorée de la Vierge à l'Enfant, offerte en 1902 par un armateur. À l'intérieur, des ex-voto marins — tableaux, objets, témoignages de naufragés — rendent hommage à la Vierge protectrice. En 1948, le sculpteur Jacques Touzet crée une statue en pierre blanche, représentant Marie tenant symboliquement un trois-mâts sur ses genoux.

### Un lieu toujours vivant
Aujourd'hui encore, Notre-Dame de Salut reste un haut lieu de recueillement. Fidèles, visiteurs et descendants de marins viennent y allumer un cierge ou déposer des fleurs devant la Vierge. Le charme de cette chapelle , à la fois modeste et profondément enracinée dans la mémoire maritime locale, n'échappe à aucun visiteur — comme l'avait perçu Maupassant dans sa célèbre évocation d'une « vieille chapelle toute grise » veillant sur le port de Fécamp.